# Christian Lindner
Christian Wolfgang Lindner (Wuppertal, 1979. január 7. –) a Német Szabad Demokrata Párt (FDP) politikusa, 2021 és 2024 között Németország pénzügyminisztere, 2013 óta a Német Szabaddemokrata Párt elnöke, 2017 óta Észak-Rajna-Vesztfália (NRW) tartományi gyűlésének (parlamentjének) képviselője, korábban 2009-től 2012-ig volt ugyanott képviselő.

## Pályafutása

### Kezdeti évek, tanulmányok
Christian Lindner a németországi Wuppertalban született. Édesapja, Wolfgang Lindner a wermelskircheni városi gimnázium matematika és informatika tanára volt. 
A gimnáziumi érettségit követően Lindner 1999 és 2006 között a Bonni Egyetemen politológiát tanult. 
Tanulmányai alatt Lindner tartalékos tiszt lett a légierőnél. A tartalékosoknál 2002-ben főhadnaggyá (Oberleutnant) léptették elő. 2008-ban összekötő tiszt volt az Észak-Rajna-Vesztfália tartományi Landeskommandó düsseldorfi állami parancsnokságán. 2011 szeptembere óta a tartalékosoknál kapitányi (Hauptmann) rendfokozatot visel. Jelenleg Lindner a Német Légierő tartalékos őrnagya.

### Politikai pályafutása kezdete
Lindner 1995-ben lépett be az FDP-be. 1998 óta tagja az FDP észak-rajna-vesztfáliai tartományi elnökségének, 2004-ben főtitkár lett (2010 februárjáig). 2000 májusában az észak-rajna-vesztfáliai tartományi parlamenti választásokon a 21 éves Lindnert tartományi képviselővé választották, ezzel az észak-rajna-vesztfáliai tartományi parlament (NRW Landtag) történetének legfiatalabb képviselője lett. Lindner 2000-től, kezdetben a nemzedékek közötti ügyek, család és integráció szóvivője volt, majd 2005-től 2009-ig az FDP parlamenti frakciójának alelnöke és az innováció, tudomány és technológia területének szóvivője is. 2007-ben az FDP szövetségi szintű elnökségének is tagja lett.
Lindner 2009-től a német Bundestag tagja lett. A 2009-es szövetségi választásokat követő koalíciós kormányalakítási tárgyalásokon a Maria Böhmer és Hans-Joachim Otto által vezetett, a családokkal, a bevándorlók integrációjával és a kultúrával foglalkozó munkacsoportban az FDP delegációjának tagja volt.
2009 decemberétől 2011 decemberében történt váratlan lemondásáig Lindner szövetségi szinten is az FDP főtitkára volt, nagyrészt Guido Westerwelle pártelnök vezetésével, majd Philipp Rösler vezetésével, amikor Westerwelle lemondásra kényszerült. Lindner lemondását egy párton belüli szavazás okozta, amelyet a Frank Schäffler euroszkeptikus FDP-képviselő köré csoportosuló párton belüli kör kényszerített ki, hogy ők határozhassák meg az FDP jövőbeli irányvonalát az 

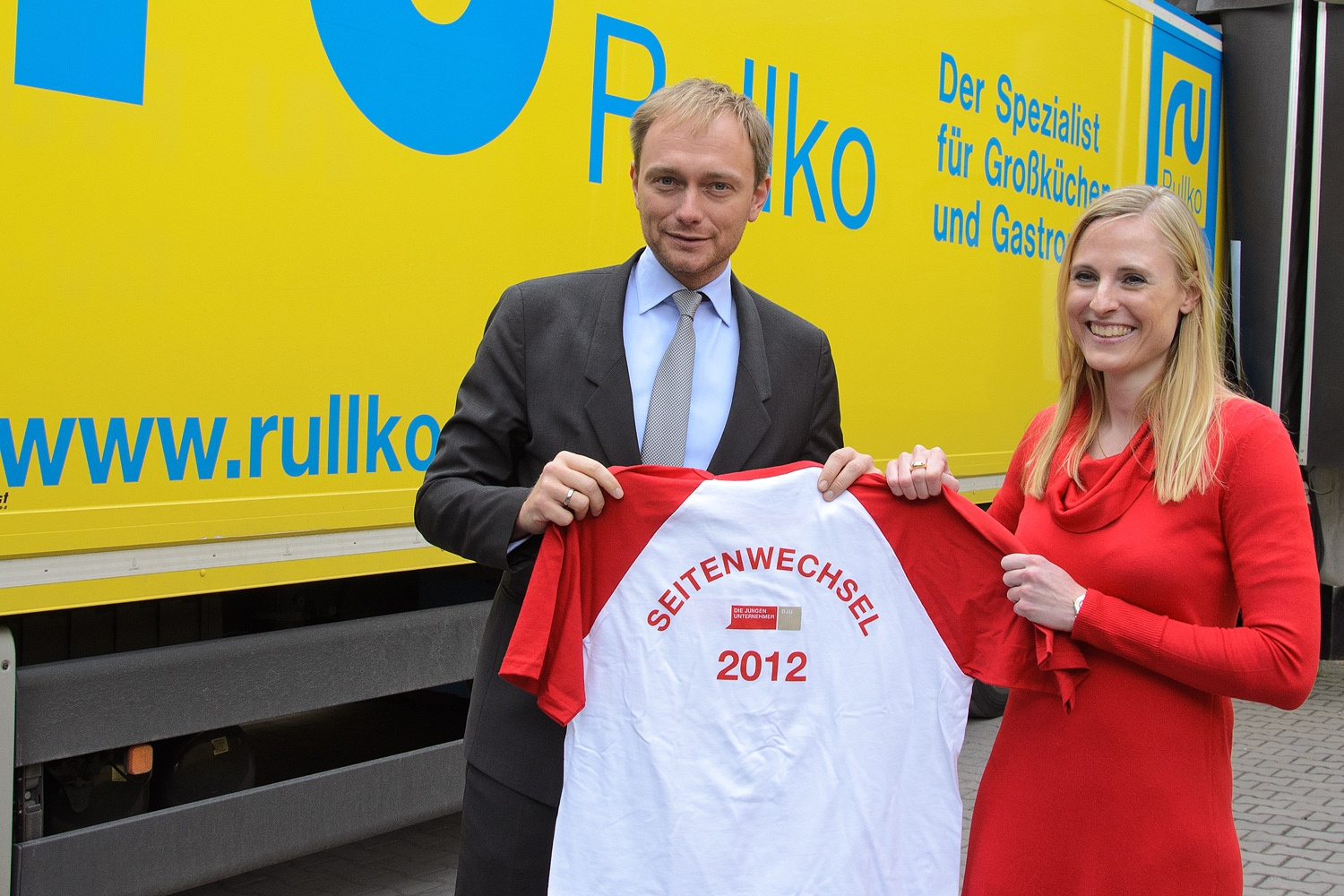
Christian Lindner a 2012-es kampányban

európai stabilitási mechanizmussal kapcsolatos kérdésekben.
Lindnert később, a 2012-es észak-rajna-vesztfáliai tartományi választásokon, a tartományi szabaddemokraták elnökévé választották, Daniel Bahr utódjaként. A választáson az FDP a szavazatok 8,6%-át szerezte meg, ezzel minden akkori várakozást felülmúlt, mivel a párt országosan évek óta küzdött az 5%-os 
parlamenti küszöb eléréséért, és több tartományban újra szavazatokat veszített. A párt e választási győzelmét követően, 2012. május 15-én, Gerhard Papke utódjaként az FDP parlamenti frakcióvezetőjévé választották az észak-rajna-vesztfáliai tartományi parlamentben, és ellenzékben dolgozott. 2013 márciusában a szabaddemokraták elnökének, Röslernek, az egyik helyettesévé választották Sabine Leutheusser-Schnarrenberger és Holger Zastrow mellett.

### Az FDP elnöke
Philipp Rösler FDP elnök, a 2013-as német szövetségi választások után lemondott, miután az FDP 1949 óta először nem tudta átlépni az 5%-os parlamenti küszöböt, és így nem jutott be a Bundestagba. Ezt követően Lindnert választották a szabaddemokraták új elnökévé.
Lindner volt az FDP küldöttje a 2017-es német köztársasági elnökválasztó szövetségi konvención, ahol támogatta a kormány jelöltjét, Frank-Walter Steinmeiert. Ugyanebben az évben ő vezette pártja sikeres kampányát a 2017-es észak-rajna-vesztfáliai tartományi választásokon, amelynek eredményeként az FDP csatlakozott a leendő kereszténydemokrata miniszterelnök, Armin Laschet tartományi kormányához. Lindner maga nem vállalt tisztséget az új kormányban, mert célja az volt, hogy az FDP-t 2017 szeptemberében visszavezesse a Bundestagba, amit 10,7%-os eredménnyel meg is valósított. Ezt a sikert követően megválasztották a Bundestag FDP-frakciójának vezetőjévé.
2017 októberében Angela Merkel CDU-ja, valamint Katrin Göring-Eckardt és Cem Özdemir Zöld Pártja tárgyalásokat kezdtek az FDP-vel a kormányalakításról, amelyben Lindnert széles körben a leendő pénzügyminiszterként tartották esélyesnek, mivel a CDU még a korábbi minisztert, Wolfgang Schäublet is jelölte a Bundestag elnökének, hogy evvel helyet csináljon az FDP jelöltjének. Egy ilyen koalíció volt az egyetlen reális alternatívája a a nagykoalíciónak, de korábban szinte soha nem volt ilyen koalícióra példa Németországban, még tartományi szinten sem. Lindner és pártja 2017 novemberében, négy hét sikertelenség után, kilépett az elhúzódó tárgyalássorozatból, amely a német történelem leghosszabb kormányalakításához, végül, 2018 márciusában, ismét nagykoalícióhoz vezettek az SPD-vel, amely korábban elutasította az új kormányban való részvételt.
2023. április 21-én az FDP berlini szövetségi pártkongresszusán Lindnert a szavazatok 88 százalékával megerősítették pártelnöki tisztségében.
2024. május 1-jén Christian Lindner megelőzte Hans-Dietrich Genschert az FDP leghosszabb ideig hivatalban lévő pártelnökeként.
A szabaddemokraták a 2024. szeptember 1-jei türingiai tartományi választáson 1,1 százalékot értek el. Evvel az utolsó , 7. helyen végeztek, csakúgy mint a szászországi tartományi választáson, ahol a szavazatok mindössze 0.9 százalékával kellett beérniük.
A pénzügyminiszter pártja ezekkel az eredményekkel döntően hozzájárult a kormányzó közlekedésilámpa-koalíció választási kudarcához.
A tartományi választásokon a többi párt így szerepelt:
AfD: 32,8% | 30,6%; CDU/CSU: 23,6 | 31,9; BSW: 15,8 | 11,8; Linke: 13,1% | 4,5%; SPD: 6,1% | 7,3%; Zöldek: 3,2% | 5,1% (Türingia % | Szászország %).

### Szövetségi pénzügyminiszter
A 2021-es németországi szövetségi választást követően az FDP beleegyezett, hogy az Olaf Scholz vezette közlekedésilámpa-koalíció keretében kormányra lépjen a Zöldekkel és a szociáldemokratákkal. Lindnert nevezték ki pénzügyminiszternek, aki 2021. december 8-án lépett hivatalba.
2021 végén a Politico Europe Európa legbefolyásosabb embereinek éves rangsorában a „felforgatók” kategória 4. helyére tette. Értékelése szerint Lindner elérte célját: pénzügyminiszterként ragaszkodhat az államadósság visszaszorításához, és elzárkózhat az eurózóna közös hitelfelvétele elől. A költségvetési héjaként ismert Lindner ezzel a pozícióval nagy befolyásra tett szert, és a takarékos észak-európai országok szövetségese lehet az európai kiadási politikát illetően.
2022. február 24-én éjjel, közvetlenül azután, hogy Oroszország megkezdte Ukrajna lerohanását, Lindner, Ukrajna németországi nagykövete szerint, azt mondta, hogy "Ukrajnának már csak néhány órája van hátra". Ezért ellenezte a Kijevbe irányuló fegyverszállításokat és Oroszországnak a SWIFT-ről való lekapcsolását. Miután a G7-országok bejelentették, hogy szigorú szankciókat fognak előterjeszteni Oroszország ellen, Lindner kijelentette, hogy azoknak az orosz oligarchákat kell célba venniük. Kijelentette: "További szankciókon dolgozunk. Mély meggyőződésem, hogy ezeknek az oligarchákat kellene érinteniük. Azok, akik Putyinból profitáltak és ellopták az orosz nép vagyonát, többek között korrupció révén, nem élvezhetik jólétüket nyugati demokráciáinkban." 2022. május 17-én Lindner azt mondta, hogy "politikailag nyitott az ötletre, hogy lefoglalják" az orosz központi bank befagyasztott devizatartalékait - amelyek több mint 300 milliárd dollárt tettek ki -, hogy fedezzék Ukrajna háború utáni újjáépítésének költségeit.
2024. november 6-án Olaf Scholtz kancellár bejelentette, hogy kezdeményezte a köztársasági elnöknél Lindner menesztését.

## Mellékjövedelem
2017 októbere és 2018 januárja között Lindner legkevesebb 38 500 euró kiegészítő jövedelemre tett szert, hét alkalommal tartott előadást bankok és tanácsadó cégek előtt.
A 19. törvényhozási ciklusban (2020 augusztusától) legkevesebb 424 500 eurót keresett melléktevékenységekből, ezzel a Bundestag egyik legmagasabb mellékjövedelemre szert tevő képviselője volt.

## Egyéb tevékenységek

### Nemzetközi szervezetek

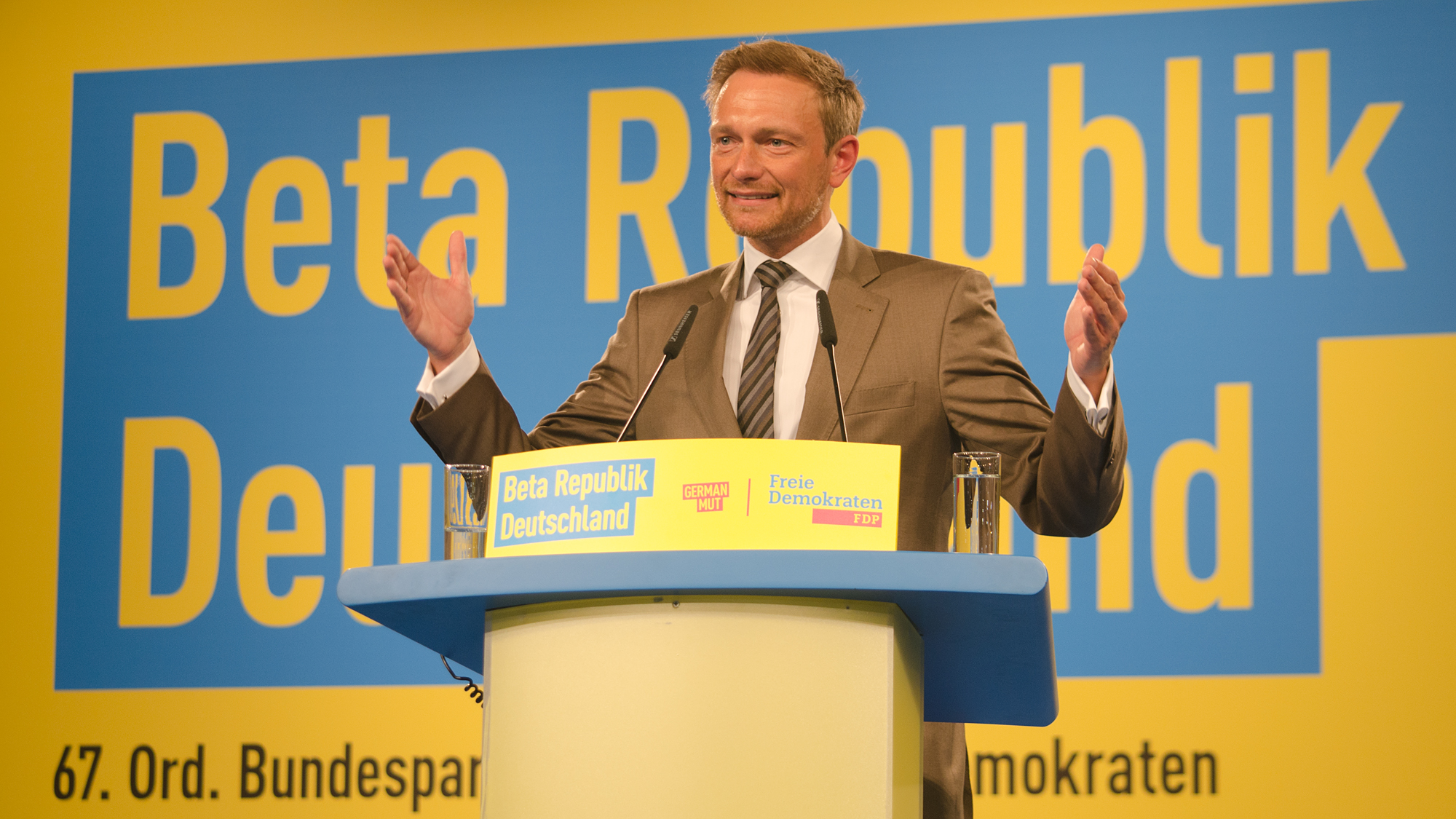
Christian Lindner, az FDP 2016-os országos pártkongresszusán Berlinben

Európai Újjáépítési és Fejlesztési Bank (EBRD), hivatalból tagja a kormányzótanácsnak (2021 óta).
Európai Beruházási Bank (EBB), hivatalból tagja a Kormányzótanácsnak (2021 óta).
Európai Stabilitási Mechanizmus (ESM), hivatalból a Kormányzótanács tagja (2021 óta).
Ázsiai Infrastrukturális Beruházási Bank (AIIB), hivatalból a Kormányzótanács tagja (2021 óta)
Nemzetközi Valutaalap (IMF), hivatalból a Kormányzótanács póttagja (2021 óta).

### Vállalati testületek
KfW, a felügyelőbizottság hivatalból eljáró tagja (2021 óta).
RAG-Stiftung, a kuratórium hivatalból eljáró tagja (2021 óta).

### Nonprofit szervezetek
Borussia Dortmund, az Üzleti Tanácsadó Testület tagja (2018 óta).
Aktive Bürgerschaft, kuratóriumi tag.
Friedrich Naumann Alapítvány, a kuratórium tagja.
ZDF, a televíziós tanács tagja.
Heinrich Heine Egyetem (HHU), Institut für Deutsches und Internationales Parteienrecht und Parteienforschung, a kuratórium tagja.
Deutsche AIDS-Stiftung, kuratóriumi tag.
Walther Rathenau Intézet, a tanácsadó testület tagja.
Deutsche Nationalstiftung, a szenátus tagja.
NRW Alapítvány, a kuratórium tagja.
A német légierő tartalékos százados.
Rotary International, tag.

## Magánélet
Lindner 2011-ben vette feleségül Dagmar Rosenfeld újságírónőt. 
2018. április 19-én bejelentették különválásukat.
2018-ban ismerkedett meg Franca Lehfeldt újságírónővel, akit 2022-ben vett feleségül.

## Publikációk

### Mint szerkesztő
- Hartmut Knüppel (szerk.): Die Aktie als Marke. Wie Unternehmen mit Investoren kommunizieren sollen. Frankfurter Allgemeine Buch, Frankfurt am Main 2000, ISBN 3-933180-83-X.
- (Szerk.): Avatare. Digitale Sprecher für Business und Marketing. Springer-Verlag, Heidelberg u. a. 2003, ISBN 3-540-43992-7.
- Philipp Röslerrel (szerk.): Freiheit. gefühlt – gedacht – gelebt. Liberale Beiträge zu einer Wertediskussion. VS Verlag für Sozialwissenschaften, Wiesbaden 2009, ISBN 978-3-531-16387-1.

### Mint (társ)szerző
Hans-Dietrich Genscherrel: Brückenschläge. Zwei Generationen, eine Leidenschaft. Hoffmann und Campe, Hamburg 2013, ISBN 978-3-455-50296-1.
Christian Lindner: Schattenjahre. Die Rückkehr des politischen Liberalismus. 1. Auflage. Klett-Cotta, Stuttgart 2017, ISBN 978-3-608-96266-6 (338.o.).

## Dokumentumfilmek
- Reinhold Beckmann, Ulrich Stein: Lindner und die FDP – Aufbruch ins Abseits? NDR. 2018. október 29-én került adásba.